# تجارت بین مشتری و شرکت
مشتری به شرکت یک مدل‌های کسب‌وکار که مصرف‌کنندگان ارزش تولید می‌کنند و شرکت این ارزش را مصرف می‌کنند. برای نمونه وقتی مشتری بازبینی می‌نویسد یا یک مشتری ایدهٔ مفیدی برای توسعهٔ یک محصول می‌دهد، این مشتری برای شرکت ارزش تولید می‌کند اگر شرکت این ورودی را انطباق دهد.